# 藤田孝典
藤田 孝典（ふじた たかのり、1982年7月19日 - ）は、日本の社会活動家。
特定非営利活動法人ほっとプラス理事、反貧困ネットワーク埼玉代表、生存のためのコロナ対策ネットワーク共同代表などの、ホームレスや生活困窮者支援の活動に従事する。
聖学院大学客員准教授、四国学院大学学長特別補佐、客員教授として大学教員の職にもある。専門は現代日本の貧困問題と生活支援。

## 略歴
茨城県出身。開智高等学校（入学時は埼玉第一高校、在学中に開智へ改称。開智入学組とは授業も校舎も教員も分割して運営されていた）、東京国際大学人間社会学部福祉心理学科を卒業後、ルーテル学院大学大学院総合人間学研究科社会福祉学専攻博士前期課程修了。
2006年10月にNPO法人「ほっとポット」を設立するも、2011年5月に代表理事を辞任。理由は明らかにされていないが、藤田体制時の「ほっとポット」は後述する貧困ビジネス的手法が以前から問題視されており、それが辞任に関係しているとの報道もある。後任の代表理事は藤田の辞任について、あまりに急であり、社会的責任を果たさず期待を裏切る結果となったことを藤田に代わり謝罪した。その後、NPO法人「ほっとプラス」を設立し、2019年12月まで代表理事を務めた。現在は理事職を務めている。
インターネット上で積極的に声を上げる活動家の1人だが、後述の通りその言動には批判も多い。2020年以降に日本でも感染が拡大した新型コロナウイルス感染症による経済的影響への緊急経済対策の一施策として実施された「特別定額給付金」の再支給を政府に求めるべく署名活動を行なっているほか、Twitter上にて給付金関連で政権を批判するハッシュタグを拡散するいわゆる「Twitterデモ」とよばれる投稿を毎日20時に行なっている。この運動は政府が一律給付金を再支給するまで続けるとしている。

### 役職
- NPO法人ほっとプラス理事
- 反貧困ネットワーク埼玉代表[1]
- ブラック企業対策プロジェクト共同代表[1]
- 聖学院大学客員准教授[1]（非常勤教員[13]）

### 過去の役職
- NPO法人ほっとポット代表理事（2011年5月21日 辞職[8]）
- NPO法人ほっとプラス代表理事（2019年12月まで[1]）
- 2013年度厚生労働省社会保障審議会特別部会委員[14]

## 貧困ビジネスとの関わり
月刊誌『選択』（2015年10月号）は、藤田が過去に貧困ビジネスを行っていたと報じている。
さいたま市議会議員の吉田一郎は、以下の行為が貧困ビジネスではないかと主張している。
- 生活保護の申請支援、申請同行及び審査請求、不服申し立て手続の支援を『生活まるごとコーディネートサービス』と称して4万2000円で行っていた[15]。
  - 吉田は、非弁行為として法律に抵触するとしている[15]。
- 8万円程度で一軒家を借りてグループホームという形式で運営し、1軒に5人程度ホームレスを住まわせて市からの住宅補助4万7000円と入居者から共益費として1万円を受け取っていた。吉田は、毎月20万円程度の粗利が上がっていたと見ている[16]。
  - そうした住居を15軒所有し3年間で2000万円以上利益を上げていた[16]。
- 代表も役員報酬として413万円を受け取っていた[15]。
- この他にも吉田は、ほっとポットが不当に補助金を受けていたとして、監査請求を提出している[17]。
- 参議院議員の片山さつきは2012年6月14日の参議院総務委員会で、藤田の団体名を挙げてホームレスからの現金徴収を糾弾した[18]。 同委員会で片山は「ほっとポット」のサービス利用契約書の一部を読み上げ、同団体が生活保護者に帯同するなどの手続きのサービス料として一件当たり四万二千円を徴取していることを指摘。「何で一件四万二千円が必要なのかということを誰でも思う」「ぎりぎりのサービス」と疑義を呈した。  これを受け政務官が「しっかり解明をしていきたい」と答弁。その後、同団体によるホームレスからの四万二千円徴収は中止に追い込まれた、という経緯がある。

参議院議員の片山さつきは参議院の総務委員会で、以下のように発言している
・・・お手元に配らせていただいているこの「ほっとポットとは」、「生活まるまるコーディネートサービス利用契約書」。実は、このほっとポットの代表理事の方は、今、生活保護の審議会、政府の審議会、厚生労働省の審議会の委員なんですよ。ところが、この方は、生活保護者に帯同し、場合によってはその審査請求や不服申立ての手続支援をするという、これ普通書かないですよね、弁護士法七十二条、七十三条、行政書士法十九条、普通書かないですよ。でも、書いちゃって、お金を四万二千円取っておられるんですね。・・・地方自治体や、本当にプロとして、士業として認められた人たちの意見をきちっと聞いてならいいですが、位置付けがはっきりしないNPOが、本当にボランティアで親切心だけならいいんですよ。だけれども、じゃ、何で一件四万二千円が必要なのかということを誰でも思うので、この件は、実はこの起こった政令市において議会で問題になっているんですよ。それに対して政令市の担当局長が何と答えているか、こういう方々が一緒に付いてきても何のメリットもありませんと答えているんですよ。つまり、こういう方々が付いてこようが付いてこまいが、生活保護は自分で申請するものですから、変わらないと。・・・

## SNSでの言論

### ナインティナイン岡村隆史への糾弾
2020年4月24日（23日深夜）に放送された『ナインティナイン岡村隆史のオールナイトニッポン』（ニッポン放送）の中で、リスナーから「新型コロナのせいで、今後しばらくは風俗に行けなくなるのが残念だ」という趣旨の相談があり、これに対しパーソナリティの岡村隆史は「今は辛抱。でもコロナが収束したら、なかなかのかわいい人が短期間ですけれども、お嬢（風俗嬢）をやります。かわいい子たちが絶対入ってきますから。だから、今は我慢しましょう。（コロナ収束までに）風俗に行くお金を貯めておいて、それを目標に、今は踏ん張りましょう」などとコメントする一幕があった。この発言に対しては、「コロナ不況による貧困で性産業に就かざるを得ない人が出ることを肯定している」との批判が岡村や放送局に殺到する事態となり、ニッポン放送は翌週の4月27日に「女性の尊厳と職業への配慮に欠ける発言があった」として謝罪を行い、番組ホームページにも同様のコメントを掲載した。
この発言を特に問題視していたのが藤田で、一次的な情報を用いず、第三者からの伝聞によって執筆したインターネットニュースの記事が騒動の拡大を招いたとの指摘がある。文筆家の古谷経衛は「岡村氏の発想は不況下で美人風俗嬢の入店を期待する女衒のような価値観で、決して褒められたものでは無く、批判されて謝罪する展開になることは道理である」としつつも、藤田がYahoo!ニュースの執筆記事のタイトルを『“岡村隆史「お金を稼がないと苦しい女性が風俗にくることは楽しみ」異常な発言で撤回すべき”』と歪曲した点を問題視し、「岡村氏は「楽しみ」などとは一言も言っておらず、本人が言っていないことをさも述べたかのように見出しで二次加工するのは、いささか記事の作り方としては下品である」と批判した。

### 性風俗産業廃止論（アボリショニズム）
藤田は以前から性風俗産業の廃止を強く主張しており、ある日のツイートでは「これほど性暴力が溢れる社会で、セックスワーカーが暴力対象にならないわけがない。いくら業界でルールを設けようが、性暴力や強制性交などは後を絶たず、リタイア後にも、精神疾患や自殺に追い込まれる人を生み出し続けている産業だ。廃止論は全く極端なものではない」と持論を展開し、一部のセックスワーカーたちから悪評を買っていた。
2020年8月1日には、セックスワーカーたちが安全・健康に働けることを⽬指して活動するグループのSWASH、ナイト産業を守ろうの会、ハピママメーカープロジェクトの3団体が発起団体となり、藤田がこれまで行ってきた性風俗産業への批判的な言動に対する抗議書や嘆願書が関係団体に提出される出来事もあった。これを受けて藤田はツイッター上で、「何度も繰り返したくないが、ピンプ（性風俗業者、性搾取斡旋業者）は新型コロナ対策を契機に廃業してください。男性たちももうコロナ以前のように風俗店、買春サイト、デリヘルを利用しないでください。人の不幸を利用したり、生み出す元凶を温存するのではなく、真剣に解消に向けて協力ください」などと反論。これまでの主張を曲げなかった。
藤田の反論を受けて、SWASHの要友紀子代表は「それでは藤田氏に、『風俗よりも素晴らしい仕事ってなんですか』と聞いてみたい。搾取やセクハラ、パワハラがない、そんな労働環境がどこにあるのか? なかなかないでしょう。収入面はもちろんのこと、休みの取りやすさ、ストレスの少なさ、働きやすさ、人間関係。どれをとっても風俗という仕事を選んで助かったと感じている人は多いでしょう。（中略）私たちが『そんなに好きじゃないけど、他にできることもないし、食うためにはまあ、仕方がないか』と納得してやっている仕事について、赤の他人が『あなたは搾取されている! だから、すぐにでもこんな仕事は辞めるべきだし、あなたの業種は世の中から消えてなくるべきだ!』と主張をしてきたら、どう思うでしょうか?」と疑問を呈している。

### 死刑廃止論
藤田はソーシャルワーカーとして活動以来、死刑制度に反対する立場を取っている。

### ロシアによるウクライナ軍事侵攻への見解
『文化通信ジャーナル』（2022年5月号）は『貧困ビジネスの闇　メディアも後押し』と題する記事の中で、「藤田氏の“妄想”の呟き」としつつ、ロシアによるウクライナへの侵攻についての藤田のSNS上の発言を詳しく紹介している。
- 「国内の人々が苦しいといっているなか、手荒だが現状を変更してやろう、という『救世主』が出てきたら、ついて行く人たちが表れても不思議ではないし非難できない。ロシアは『侵略者』であり『救世主』なのだろう」（2022年2月25日）
- 「私には正直なところ『希望は戦争』と言って、低迷するウクライナ経済で不幸ななか、ロシア併合を望む若者の声も、『戦争反対』と言って抵抗する若者の声もどちらが正しいか判断がつかない。正義の審判は歴史家が行うのかもしれない」（2022年2月25日）
- 今の日本に『ロシア侵攻』してもらって、多少の犠牲を払っても、現状変更を望む者はどれだけいるのか？という問いを持つ人ばかりで、何とも言えない気持ちになる。単純に暴力、戦争はダメと言える人にこそ、多様な視点から考慮してほしい」（2022年2月25日）

同誌は社会部記者のコメントとして「藤田氏が何を呟こうが、それが彼の思想なのでしょうから勝手なこと」としながらも、「彼の身勝手な言動に賛同して『いいね』がつく現状は看過できません」と批判している。

## 著作リスト

### 単著
- 『ひとりも殺させない - それでも生活保護を否定しますか-』（堀之内出版、2013年）
- 『下流老人 - 一億総老後崩壊の衝撃』（朝日新書、2015年）
- 『貧困世代 社会の監獄に閉じ込められた若者たち』（講談社現代新書、2016年）
- 『続・下流老人 一億総疲弊社会の到来』（朝日新書、2016年）
- 『貧困クライシス 国民総「最底辺」社会』（毎日新聞、2017年）
- 『中高年ひきこもり―社会問題を背負わされた人たち―』（扶桑社新書、2019年）
- 『棄民世代　政府に見捨てられた氷河期世代が日本を滅ぼす』（SBクリエイティブ、2020年）
- 『コロナ貧困 絶望的格差社会の襲来』（毎日新聞出版、2021年）

### 共編・共著
- 『反貧困のソーシャルワーク実践 NPO「ほっとポット」の挑戦』（金子充との共編著、明石書店、2010年）[30]
- 『ブラック企業のない社会へ - 教育・福祉・医療・企業にできること』（今野晴貴・棗一郎・上西充子・大内裕和・嶋﨑量・常見陽平・ハリス鈴木絵美との共著、岩波ブックレット、2014年）
- 『知りたい! ソーシャルワーカーの仕事』（木下大生との共著、岩波ブックレット、2015年）
- 『未来の再建 暮らし・仕事・社会保障のグランドデザイン』（井手英策・今野晴貴との共著、ちくま新書、2019年）
- 『闘わなければ社会は壊れる〈対決と創造〉の労働・福祉運動論』（今野晴貴との共著、岩波書店、2019年）
- 『福祉は誰のために ソーシャルワークの未来図』（鶴幸一郎・石川久展・高端正幸との共著、へるす出版、2019年）

### 論文等
- CiNii>藤田孝典

### 海外での出版
著書は中国、台湾で多数翻訳し出版されている。